# بلخیدا
بلخیدا (به اسپانیایی: Bèlgida) یک شهرستان در اسپانیا است که در Vall d'Albaida واقع شده‌است.

## خصوصیات
بلخیدا ۱۷٫۳ کیلومترمربع مساحت و ۷۰۱ نفر جمعیت دارد و ۲۶۴ متر بالاتر از سطح دریا واقع شده‌است.